# 豊島信満
豊島 信満（としま のぶみつ）は、安土桃山時代から江戸時代前期にかけての武将・旗本。御目付1700石。官位は従五位下・主膳正、刑部少輔。諱は明重とも。

## 生涯
天正7年（1579年）、豊島頼重の三男として誕生した。豊島氏は、平姓秩父氏の一族で平安時代以来の武蔵国の名族であるが、室町時代に太田道灌に敗れて没落した。信満の家系は豊島泰経の子孫を称した。
父・頼重は、下総国府川（布川）城主（茨城県利根町）で、後北条氏に属していた。豊臣秀吉の小田原征伐の際に、父と兄・半右衛門尉は武蔵国忍城の籠城に加わるも、頼重は討ち死にし、半右衛門尉は深手を負い隠棲を余儀なくされ出家して重源と称した。そのため、後北条氏滅亡後に布川豊島氏は所領を失ったが、文禄3年（1594年）に信満は新たな関東の領主となった徳川家康に拝謁して家臣に取り立てられ、武蔵国久良岐郡富岡庄（横浜市金沢区）を与えられた。大坂の陣に従軍し、元和3年（1617年）、御目付役1700石を賜った。
そのような中、江戸幕府老中・井上正就の嫡子の正利と大坂町奉行・島田直時の娘との縁談があり、信満がこの仲介をして縁談は無事に調った。ところが、3代将軍・徳川家光の乳母・春日局が正就に鳥居成次の娘との縁談を持ちかけた。権勢並びなき春日局の申し出を断ることはできず正就はこれを了承し、直時とは破談になった。そのため仲人の信満の面目は丸潰れとなった。
寛永5年（1628年）8月10日、江戸城に登城した信満は西の丸廊下で正就と行き合うと、「武士に二言はない」と叫ぶや、にわかに脇差を抜き正就を斬り倒した。驚いた番士・青木義精が止めに入り背後から組みかかったが、信満は脇差を自らの腹に一気に突き刺して自害、脇差の刃は信満の背中を突き抜け青木の腹部まで到達し、致命傷を負わせた。結果、信満、正就そして巻き添えを食った青木義精の3人が絶命した。これが江戸幕府の中枢である江戸城内での、刃傷事件の初例となった。
信満の家はもちろん、他の豊島氏一族も連座を免れないところであったが、この時代は未だ戦国時代の遺風が色濃く残っており、老中・酒井忠勝が武士の遺恨を晴らした信満の行為を称賛して寛大な処置を進言し、信満の嫡子・吉継が連座切腹となり、信満の家のみが断絶となるだけで、他の一族は連座を免れた。しかし、島田直時は信満が殿中で刃傷沙汰に及んだと聞き、豊島に申し訳なしとして切腹した。また、信満と紀州藩主・徳川頼宣とはかねて交流があり、頼宣は手紙で信満の死を悼んでいる。信満の遺児は後に紀州藩に仕え、頼宣の孫である徳川吉宗が将軍になった際に御家人になっている。